# ناهض عيد
ناهض عيد (26 ديسمبر 1968-) هو طبيب متخصص في العلاج الطبيعي، ولد في مخيم البريج للاجئين الفلسطينيين في قطاع غزة لعائلة مهجرة من المغار في قضاء الرملة. تلقى تعليمه الأساسي والثانوي في غزة وحصل على الثانوية العامة عام 1989، حصل عيد على دبلوم في العلاج الطبيعي من كلية تدريب غزة التابعة للأونروا عام 1991، ثم أكمل دراسته وحصل على درجة البكالوريوس في العلاج الطبيعي من جامعة بيت لحم عام 1996. في عام 1998، حصل على دبلوم عالٍ في تأهيل إصابات الدماغ والحبل الشوكي من جامعة كالغري بالشراكة مع مركز شمس في قطاع غزة. كما نال درجة الماجستير في الإدارة الصحية من جامعة بيت لحم عام 2003.

## مسيرته المهنية
بدأ ناهض راغب عيد مسيرته المهنية في مجال العلاج الطبيعي، حيث عمل في مركز تنمية الطفل التابع للهيئة الخيرية بين عامي 1990 و1996. لاحقًا، شغل منصب نائب رئيس قسم العلاج الطبيعي في مركز الأطراف الصناعية بين عامي 1996 و1998، ورئيسًا لقسم العلاج الطبيعي الخارجي في مستشفى الوفاء للتأهيل بين عامي 1997 و1998. بالإضافة إلى ذلك، كان نائبًا لمدير عام مركز تأهيل أطفال الشلل الدماغي بين عامي 1994 و1998. وفي عام 2010، أسس عيد شركة "افكتس للاستشارات والتطوير"، وشغل منصب رئيسها.

## نشاطه المؤسسي
تميز ناهض بنشاطه في المؤسسات المجتمعية. فقد كان مديرًا للبرامج في مركز السندباد الثقافي للأطفال بين عامي 1994 و1998، ورئيسًا لمجلس إدارة جمعية تأهيل مصابي الدماغ والحبل الشوكي بين عامي 1997 و1999. كما شغل منصب نائب مدير مؤسسة فلسطين المستقبل منذ عام 1998، وكان عضوًا في مجلس إدارة المركز الفلسطيني لتطوير التربية الخاصة عام 1999. ترأس أيضاً مجلس إدارة المركز الفلسطيني للديمقراطية وحل النزاعات لثلاث دورات متتالية بين عامي 2010 و2016، كما شغل منصب رئيس نقابة العلاج الطبيعي بين عامي 2005 و2014.
وعلى الصعيد التقني، كان نائبًا لرئيس مجلس إدارة اتحاد شركات أنظمة المعلومات بيتا ومسؤولًا عن فرعها في قطاع غزة بين عامي 2014 و2018. شارك أيضًا في مجلس إدارة نادي الزهراء الرياضي، واللجنة الاقتصادية العليا، والمجلس الاستشاري لوزارة الحكم المحلي. وكان عضوًا في شبكة المساءلة المجتمعية في الوطن العربي (ANSA) واتحاد نقابات العلاج الطبيعي العالمي (ICPT)، وخبيرًا في المساءلة المجتمعية على مستوى الوطن العربي.